# 王德滋 (岩石学家)
王德滋（1927年6月27日—），江苏泰兴人，中国岩石学家。1950年毕业于国立南京大学地质系。1997年当选为中国科学院院士。南京大学地球科学系教授、《高校地质学报》主编。曾任南京大学副校长、地学院院长。